# Автошлях Т 2325
Автошлях Т 2325 — автомобільний шлях територіального значення у Хмельницькій області. Проходить територією Кам'янець-Подільського району через Кам'янець-Подільський — Устю, що розташоване біля гирла річки Смотрич. Загальна довжина — 10,4  км.

## Маршрут
Автошлях проходить через такі населені пункти:
| Автошлях Т 2325             |                    |
| Хмельницька область         |                    |
| Кам'янець-Подільський район |                    |
| Кам'янець-Подільський       | Н03Р24Т 2317Т 2321 |
| Цибулівка                   |                    |
| Зубрівка                    |                    |
| Панівці                     |                    |
| Шутнівці                    |                    |
| Цвіклівці Другі             |                    |
| Устя                        |                    |